# 埃爾多拉多 (德克薩斯州)
埃爾多拉多（英語：Eldorado）是一個位於美國德克薩斯州施萊謝爾縣的城市。根據2010年美國人口普查，該地共人口1951人，而該地的面積約為3.60平方千米。同時該地也是施萊謝爾縣的縣治。

## 地理
埃爾多拉多的座標為30°51′39″N 100°35′54″W / 30.86083°N 100.59833°W，而該地的平均海拔高度為743米（即2438英尺）。